# Peggy Carter
Margaret "Peggy" Carter è un personaggio dei fumetti statunitensi creato da Stan Lee (testi) e Jack Kirby (disegni), pubblicato da Marvel Comics. La sua prima apparizione avviene in Tales of Suspense (Vol. 1) n. 77 (maggio 1966).
Peggy è stata un soldato durante la seconda guerra mondiale e ha combattuto fianco a fianco con Capitan America, divenendo il suo primo amore. Terminato il conflitto è divenuta un'agente dello S.H.I.E.L.D. e le sue gesta sono state d'ispirazione alla nipote Sharon Carter, alias l'Agente 13.

## Storia editoriale
Dal suo esordio, nel maggio 1966, il personaggio ha subito numerosi cambiamenti: originariamente concepita, prima da Stan Lee e poi da Steve Englehart, come sorella maggiore di Sharon Carter poiché, seppur inusuale, in quegli anni era plausibile che due sorelle avessero vent'anni di differenza; col passare degli anni però, l'eccessivo divario tra l'età delle due diviene sempre più improponibile: nell'universo Marvel il tempo scorre infatti in maniera falsata rispetto che nella realtà e, mentre le avventure di Sharon e Cap hanno sempre una collocazione odierna, Peggy ha combattuto nella seconda guerra mondiale ed è invecchiata normalmente.
Nel periodo in cui Sharon era da tutti considerata morta in azione, un'invecchiata ed imbolsita Peggy Carter fu impiegata dall'autore Mark Gruenwald come membro dello staff dei Vendicatori e comprimaria delle storie del Capitano. Non appena Mark Waid ha riportato in scena Sharon, Peggy è tuttavia tornata nel "dimenticatoio" e se ne sono nuovamente perse le tracce fino a quando, con un'abile mossa di ret-con, lo sceneggiatore Ed Brubaker ha modificato la parentela fra le due donne rendendo Peggy la zia paterna di Sharon, i cui racconti delle sue imprese durante la guerra influenzarono la futura Agente 13 dello S.H.I.E.L.D..

## Biografia del personaggio

### Primi anni
Nata a Richmond, Virginia, Peggy cresce in una famiglia altolocata ma, da adolescente, decide di arruolarsi nell'esercito divenendo un'eccellente tiratrice e venendo mandata sul campo di battaglia allo scoppio della seconda guerra mondiale per assistere i partigiani nella resistenza francese; qui conosce Capitan America e diventa una sua alleata. Nonostante il clima bellico i due vivono un'intensa storia d'amore, che tuttavia finisce rapidamente in quanto l'eroe è costretto a lasciare la Francia per dedicarsi a ulteriori missioni nel teatro europeo.
Dopo aver collaborato nuovamente con Capitan America nel 1944, Peggy viene catturata dalla Gestapo durante la liberazione della Francia e, sebbene riesca a fuggire, si trova in prossimità dell'esplosione di una mina anti-uomo che, pur lasciandola illesa, le provoca una violenta amnesia.

### Dopoguerra
Fatto ritorno in Virginia e recuperati i ricordi, la donna apprende della morte di Capitan America cadendo, di conseguenza, in un tale stato di shock da iniziare a rifiutarsi di parlare, vestirsi a lutto e venire ricoverata in un istituto d'igiene mentale; dopo qualche tempo tuttavia, riesce a riprendersi e, durante gli anni cinquanta, inizia a lavorare per il governo degli Stati Uniti combattendo la Guerra Fredda con la frequente assistenza di Howard Stark. Nel corso degli anni successivi il governo tenta più volte di creare un altro supersoldato ed iniziano a circolare varie storie sul ritorno di Capitan America ma Peggy smette di dargli credito e, dunque, quando l'eroe viene rinvenuto ibernato in un ghiacciaio e rianimato, essa rimane a lungo ignara della cosa.
Pochi anni dopo, la sua salute mentale ha una ricaduta e la sua famiglia la assegna dunque alle cure dal Dottor Faustus, che tuttavia intende assoggettarla tramite ipnosi e servirsi di lei. In soccorso di Peggy giungono però la nipote Sharon e Capitan America; la donna, ormai anziana, pur riconoscendo il suo primo amore decide di mantenere i suoi sentimenti per sé rimanendo una sua fedele amica ed alleata.

### S.H.I.E.L.D.
Contemporaneamente, nonostante l'età, Peggy torna operativa nello S.H.I.E.L.D. (presso cui ha militato negli anni quaranta) contribuendo a sconfiggere l'Artiglio Giallo e prendendo parte a una missione sotto copertura nell'Impero Segreto assieme a Gabe Jones, con cui inizia una relazione sentimentale. La donna offre inoltre sostegno morale a Cap nel periodo in cui decide di abbandonare il suo ruolo di eroe a stelle e strisce aiutandolo a combattere numerosi supercriminali.
Nel momento in cui il Teschio Rosso scopre la relazione interrazziale tra Peggy e Gabe, rimane tanto disgustato da catturarli e torturarli entrambi per giorni, sebbene alla fine vengano entrambi soccorsi da Capitan America e Falcon.
Diverso tempo dopo, Peggy contatta Cap riferendogli quanto scoperto dallo S.H.I.E.L.D. sul conto del Gran Direttore e della sua "National Force" venendo liberata nel momento in cui il criminale la prende in ostaggio. Assistito Capitan America in un altro paio di occasioni, Peggy si dimette dallo S.H.I.E.L.D. ed entra a far parte dello staff dei Vendicatori.

### Morte
Ritiratasi in una casa di riposo e affetta dalla malattia di Alzheimer, alla sua morte viene sepolta a Parigi, città che ha sempre amato e che, in gioventù, ha contribuito a liberare dai nazisti. Al funerale presenziano Capitan America, Sharon, Dum Dum Dugan e Nick Fury.

## Poteri e abilità
Pur essendo una comune umana priva di superpoteri, Peggy è un'eccezionale combattente corpo a corpo ed un'atleta di livello olimpico capace di misurarsi ad armi pari anche con uomini grossi il doppio di lei. Inoltre è una delle migliori agenti dello S.H.I.E.L.D., finemente addestrata nello spionaggio ed eccellente anche nell'uso delle armi da fuoco.

## Altre versioni

### House of M
Nella realtà alternativa di House of M Steve Rogers non è mai stato congelato nell'Artico e, al termine della guerra si è sposato con Peggy, sebbene in seguito abbiano divorziato.

### Terra 65
Su Terra 65, Peggy Carter è la storica direttrice dello S.H.I.E.L.D., ha i capelli ramato scuro e una benda sull'occhio sinistro.

## Altri media

### Marvel Cinematic Universe
Nel franchise del Marvel Cinematic Universe (MCU), Peggy Carter è interpretata da Hayley Atwell. In tale versione è una tenente membro della Strategic Scientific Reserve (SSR) e cofondatrice dello S.H.I.E.L.D. assieme ad Howard Stark e al colonnello Chester Phillips.
- In Captain America - Il primo Vendicatore (2011), Peggy è impegnata nella creazione del supersoldato durante la seconda guerra mondiale. Si innamora di Steve Rogers, che però muore apparentemente alla fine del film.
- Nel cortometraggio One-Shot Agente Carter (2013), dopo la fine della guerra, Peggy viene vista combattere con l'imperante sessismo degli anni '40.[28][29]
- In Agent Carter (2015–2016)[30][31] vengono mostrate le avventure di Peggy dopo la fine della guerra come protagonista della serie televisiva.
- in Captain America: The Winter Soldier (2014), si scopre che Peggy ha contratto l'Alzheimer.
- In Captain America: Civil War (2016), Peggy muore di vecchiaia e viene tenuto un funerale solenne in suo onore.

Versioni alternative del personaggio chiamate Captain Carter appaiono nella serie animata What If...? (dal 2021) e nel film Doctor Strange nel Multiverso della Follia (2022), nelle quali Carter ha assunto il siero del supersoldato al posto di Rogers.

### Televisione
- In The Marvel Super Heroes il personaggio compare, seppur innominato, nei ricordi di Capitan America del tempo della guerra.

### Videogiochi
- Peggy Carter compare nel videogioco Captain America: Il super soldato.
- Peggy è un personaggio giocabile di LEGO Marvel's Avengers.
- In Marvel Puzzle Quest Peggy compare come versione alternativa di Capitan America.